# Copa Saporta

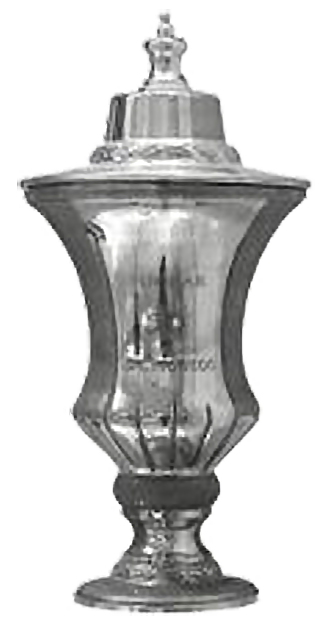
trofeo da Copa

FIBA Saporta Copa era uma competição de segundo escalão em nível europeu de clubes profissionais de basquetebol, onde os vencedores das copas domésticas de toda a Europa jogavam uns contra os outros. O torneio foi organizado pela FIBA Europa e tinha esta denominação em homenagem a Raimundo Saporta, expressivo dirigente do Real Madrid e do esporte em nível europeu e mundial.

## História
A competição foi criada em 1966, como Copa Europeia de Clubes Campeões de Copas, mas teve várias denominações, até a sua extinção em 2002:
- 1966-67 para 1990-91 – FIBA Copa Europeia de Clubes Campeões de Copa
- 1991-92 para 1995-96 – FIBA Copa Europeia
- 1996-97 para 1997-98 – FIBA Eurocopa
- 1998-99 para 2001-02 – FIBA Copa Saporta

A Temporada da Copa Saporta foi realizada durante a temporada 2001-02. Depois disso, ele foi fundido com a Copa Korać, para formar a nova competição chamada ULEB Cup, agora conhecida como a Eurocup.

## Finais
| Ano             | Final             | Final                   | Final             | Semifinalistas             | Semifinalistas         |
| Ano             | Campeão           | Resultado               | Segundo Lugar     |                            |                        |
| --------------- | ----------------- | ----------------------- | ----------------- | -------------------------- | ---------------------- |
| 1966–67         | Ignis Varese      | 144–135 (77–67 / 68–67) | Maccabi Tel Aviv  | Spartak ZJŠ Brno           | Botev                  |
| 1967–68         | AEK               | 89–82                   | Slavia Prague     | Ignis Varese               | Vorwärts Leipzig       |
| 1968–69         | Slavia Praga      | 80–74                   | Dinamo Tbilisi    | AŠK Olimpija               | Panathinaikos          |
| 1969–70         | Fides Napoli      | 147–129 (64–60 / 87–65) | Vichy             | Dinamo Tbilisi             | AEK                    |
| 1970–71         | Simmenthal Milano | 127–118 (66–56 / 71–52) | Spartak Leningrad | Fides Napoli               | Juventud Badalona      |
| 1971–72         | Simmenthal Milano | 74–70                   | Estrela Vermelha  | Fides Napoli               | Juventud Badalona      |
| 1972–73         | Spartak Leningrad | 77–62                   | Jugoplastika      | Juventud Schweppes         | Mobilquattro Milano    |
| 1973–74         | Estrela Vermelha  | 86–75                   | Spartak ZJŠ Brno  | Estudiantes Monteverde     | Saclà Torino           |
| 1974–75         | Spartak Leningrad | 63–62                   | Estrela Vermelha  | CSKA Sofia                 | Jugoplastika           |
| 1975–76         | Cinzano Milano    | 88–73                   | Tours             | Rabotnički                 | Estudiantes Monteverde |
| 1976–77         | Forst Cantù       | 87–86                   | Radnički Belgrade | Cinzano Milano             | Juventud Schweppes     |
| 1977–78         | Gabetti Cantù     | 84–82                   | Sinudyne Bologna  | FC Barcelona               | Caen                   |
| 1978–79         | Gabetti Cantù     | 83–73                   | Den Bosch         | FC Barcelona               | Sinudyne Bologna       |
| 1979–80 Details | Emerson Varese    | 90–88                   | Gabetti Cantù     | Parker Leiden              | FC Barcelona           |
| 1980–81 Details | Squibb Cantù      | 86–82                   | FC Barcelona      | Turisanda Varese           | Cibona                 |
| 1981–82 Details | Cibona            | 96–95                   | Real Madrid       | Stroitel                   | Sinudyne Bologna       |
| 1982–83 Details | Scavolini Pesaro  | 111–99                  | ASVEL             | ZZI Olimpija               | Den Bosch              |
| 1983–84 Details | Real Madrid       | 82–81                   | Simac Milano      | Cibona                     | Scavolini Pesaro       |
| 1984–85 Details | FC Barcelona      | 77–73                   | Žalgiris          | CAI Zaragoza               | ASVEL                  |
| 1985–86 Details | FC Barcelona      | 101–86                  | Scavolini Pesaro  | CSKA Moscou                | Ron Negrita Joventut   |
| 1986–87 Details | Cibona            | 89–74                   | Scavolini Pesaro  | ASVEL                      | CSKA Moscovo           |
| 1987–88 Details | Limoges           | 96–89                   | Ram Joventut      | Scavolini Pesaro           | Bayer Leverkusen       |
| 1988–89 Details | Real Madrid       | 119–113                 | Snaidero Caserta  | Cibona                     | Žalgiris               |
| 1989–90         | Knorr Bologna     | 79–74                   | Real Madrid       | PAOK                       | Žalgiris               |
| 1990–91         | PAOK              | 76–72                   | CAI Zaragoza      | Dynamo Moscou              | Pitch Cholet           |
| 1991–92         | Real Madrid       | 65–63                   | PAOK              | Glaxo Verona               | Smelt Olimpija         |
| 1992–93         | Sato Aris         | 50–48                   | Efes Pilsen       | NatWest Zaragoza           | Hapoel Galil Elyon     |
| 1993–94         | Smelt Olimpija    | 91–81                   | Taugrés           | Sato Aris                  | Pitch Cholet           |
| 1994–95         | Benetton Treviso  | 94–86                   | Taugrés           | Olympique Antibes          | Iraklis Aspis          |
| 1995–96         | Taugrés           | 88–81                   | PAOK              | Dynamo Moscow              | Žalgiris               |
| 1996–97         | Real Madrid       | 78–64                   | Mash Verona       | Paris Saint-Germain Racing | Iraklis                |
| 1997–98         | Žalgiris          | 82–67                   | Stefanel Milano   | Avtodor Saratov            | Panathinaikos          |
| 1998–99         | Benetton Treviso  | 64–60                   | Pamesa Valencia   | Budućnost                  | Aris                   |
| 1999–00         | AEK               | 83–76                   | Kinder Bologna    | Zadar                      | Lietuvos Rytas         |
| 2000–01         | Maroussi          | 74–72                   | Élan Chalon       | UNICS                      | Pamesa Valencia        |
| 2001–02         | Montepaschi Siena | 81–71                   | Pamesa Valencia   | Hapoel Jerusalem           | Anwil Włocławek        |

## Títulos por clube
| Posição | Clube                    | Títulos | Finalista        | Anos Vencedores                    |
| ------- | ------------------------ | ------- | ---------------- | ---------------------------------- |
| 1.      | Real Madrid              | 4       | 2                | 1983-84, 1988-89, 1991-92, 1996-97 |
| 2.      | Cantù                    | 4       | 1                | 1976-77, 1977-78, 1978-79, 1980-81 |
| 3.      | Olimpia Milano           | 3       | 2                | 1970-71, 1971-72, 1975-76          |
| 4.      | Spartak Leningrad        | 2       | 1                | 1972-73, 1974-75                   |
| 5.      | FC Barcelona             | 2       | 1                | 1984-85, 1985-86                   |
| 6.      | Varese                   | 2       | 1966-67, 1979-80 |                                    |
| 7.      | AEK                      | 2       | 1967-68, 1999-00 |                                    |
| 8.      | Cibona                   | 2       | 1981-82, 1986-87 |                                    |
| 9.      | Treviso                  | 2       | 1994-95, 1998-99 |                                    |
| 10.     | Crvena Zvezda            | 1       | 2                | 1973-74                            |
| 11.     | Victoria Libertas Pesaro | 1       | 2                | 1982-83                            |
| 12.     | Virtus Bologna           | 1       | 2                | 1989-90                            |
| 13.     | PAOK                     | 1       | 2                | 1990-91                            |
| 14.     | Baskonia                 | 1       | 2                | 1995-96                            |
| 15.     | Slavia Praga             | 1       | 1                | 1968-69                            |
| 16.     | Žalgiris                 | 1       | 1                | 1997-98                            |
| 17.     | Partenope Napoli         | 1       | 1969-70          |                                    |
| 18.     | Limoges                  | 1       | 1987-88          |                                    |
| 19.     | Aris                     | 1       | 1992-93          |                                    |
| 20.     | Olimpija                 | 1       | 1993-94          |                                    |
| 21.     | Maroussi                 | 1       | 2000-01          |                                    |
| 22.     | Mens Sana                | 1       | 2001-02          |                                    |
| 23.     | Valencia                 | 2       |                  |                                    |
| 24.     | Maccabi Tel Aviv         | 1       |                  |                                    |
| 25.     | Dinamo Tbilisi           | 1       |                  |                                    |
| 26.     | Vichy                    | 1       |                  |                                    |
| 27.     | Split                    | 1       |                  |                                    |
| 28.     | Brno                     | 1       |                  |                                    |
| 29.     | Tours                    | 1       |                  |                                    |
| 30.     | Radnički Belgrade        | 1       |                  |                                    |
| 31.     | Den Bosch                | 1       |                  |                                    |
| 32.     | ASVEL                    | 1       |                  |                                    |
| 33.     | Joventut Badalona        | 1       |                  |                                    |
| 34.     | Juvecaserta              | 1       |                  |                                    |
| 35.     | Zaragoza                 | 1       |                  |                                    |
| 36.     | Efes Pilsen              | 1       |                  |                                    |
| 37.     | Scaligera Verona         | 1       |                  |                                    |
| 38.     | Élan Chalon              | 1       |                  |                                    |

## Títulos por nação
| Posição | País            | Títulos | Finalista |
| ------- | --------------- | ------- | --------- |
| 1.      | Itália          | 15      | 9         |
| 2.      | Espanha         | 7       | 9         |
| 3.      | Grécia          | 5       | 2         |
| 4.      | Iugoslávia      | 3       | 4         |
| 5.      | União Soviética | 2       | 3         |
| 6.      | França          | 1       | 4         |
| 7.      | Tchecoslováquia | 1       | 2         |
| 8.      | Eslovênia       | 1       |           |
| 9.      | Lituânia        | 1       |           |
| 10.     | Israel          | 1       |           |
| 11.     | Países Baixos   | 1       |           |
| 12.     | Turquia         | 1       |           |

## Elencos Campeões
FIBA Copa dos Campeões de Copas:
- 1966-67  Ignis Varese

Stan McKenzie, Sauro Bufalini, Dino Meneghin, Giambattista Cescutti, Ottorino Flaborea, Massimo Villetti, Paolo Vittori, Enrico Bovone, Pierangelo Gergati, Roberto Gergati (Treinador: Vittorio Tracuzzi)
- 1967-68  AEK

Georgios Amerikanos, Georgios Trontzos, Christos Zoupas, Stelios Vasileiadis, Eas Larentzakis, Antonis Christeas, Lakis Tsavas, Petros Petrakis, Nikos Nesiadis, Andreas Dimitriadis, Georgios Moschos† (Treinador: Nikos Milas)
†Moschos, morreu de câncer no ano de 1966, mas ele foi introduzido no AEK Hall of Fame, em 2008, e adicionado ao elenco de 1968 como um membro honorário.
- 1968-69  Slavia Praga

Jiří Zídek Sr., Jiri Ruzicka, Robert Mifka, Jiri Ammer, Bohumil Tomasek, Karel Baroch, Jaroslav Krivy, Jiri Konopasek (Treinador: Jaroslav Sip)
- 1969-70  Fides Napoli

Milhas de Aiken, Jim Williams, Sauro Bufalini, Carlos d'Aquila, Remo Maggetti, Giovanni Gavagnin, Francesco Ovi, Antonio Errico, Vincenzo Errico, Manfredo Fucile, Renato Abbate, Leonardo Coen (Treinador: Antonio Zorzi)
- 1970-71  Simmenthal Milano

Arte Kenney, Massimo Masini, Renzo Bariviera, Giulio Iellini, Giorgio Giomo, Giuseppe Brumatti, Paolo Bianchi, Giorgio Papetti, Mauro Cerioni, Roberto Paleari, Giorgio Gaggiotti (A Cabeça Do Técnico: Cesare Rubini)
- 1971-72  Simmenthal Milano

Arte Kenney, Massimo Masini, Renzo Bariviera, Giulio Iellini, Giuseppe Brumatti, Mauro Cerioni, Paolo Bianchi, Giorgio Giomo, Doriano Iacuzzo, Sergio Borlenghi, Claudio Ferrari (Treinador: Cesare Rubini)
- 1972-73  Spartak De Leningrado

Alexander Belov, Yuri Pavlov, Alexander Bolshakov, Yuri Shtukin, Andrei Makeev, Vladimir Yakovlev, Sergei Kuznetsov, Leonid Ivanov, Valeri Fjodorov, Ivan Dvorny, Evgeni Volkov, Ivan Rozhin (Treinador: Vladimir Kondrashin)
- 1973-74  Crvena Zvezda

Zoran Slavnić, Ljubodrag Simonović, Dragan Kapičić, Dragiša O Golo A Vučinić, Radivoje Živković, Ivan Sarjanović, Zoran Lazarević, Dragoje Jovašević, Goran Rakočević, Ljubomir Žugić (Treinador: Nemanja Đurić)
- 1974-75  Spartak De Leningrado

Alexander Belov, Yuri Pavlov, Alexander Bolshakov, Vladimir Arzamaskov, Yuri Shtukin, Andrei Makeev, Vladimir Yakovlev, Sergei Kuznetsov, Mikhail Silantev, Leonid Ivanov, Valeri Fjodorov (Treinador: Vladimir Kondrashin)
- 1975-76  Cinzano Milano

Mike Sylvester, Austin "Vermelho" Robbins, Giuseppe Brumatti, Paolo Bianchi, Antonio Francescatto, Sergio Borlenghi, Vittorio Ferracini, Franco Boselli, Maurizio Borghese, Maurizio Benatti, Dino Boselli, Paolo Friz (Treinador: Filippo Faina)
- 1976-77  Forst Cantù

Bob Lienhard, Hart Wingo, Pierluigi Marzorati, Carlo Recalcati, Fabrizio Di Fiori, Renzo Tombolato, Franco Meneghel, Giorgio Cattini, Roberto Natalini, Umberto Cappelletti, Não Prezzati, Bruno Carapacchi, Giampiero Cortinovis (Treinador: Arnaldo Taurisano)
- 1977-78  Gabetti Cantù

Bob Lienhard, Hart Wingo, Pierluigi Marzorati, Carlo Recalcati, Fabrizio Di Fiori, Fausto Bargna, Renzo Tombolato, Franco Meneghel, Giuseppe Gergati, Denis Innocentin, Umberto Cappelletti, Davide Bertazzini, Fabio Brambilla (Treinador: Arnaldo Taurisano)
- 1978-79  Gabetti Cantù

Johnny Neumann, Dave Batton, Pierluigi Marzorati, Carlo Recalcati, Fabrizio Di Fiori, Renzo Bariviera, Renzo Tombolato, Denis Innocentin, Umberto Cappelletti, Antonello Riva, Não Porro, Giorgio Panzini (Treinador: Arnaldo Taurisano)
- 1979-80  Emerson Varese

Bob Morse, Dino Meneghin, Bruce Selos, Aldo Ossola, Alberto Mottini, Maurizio Gualco, Enzo Carraria, Fabio Colombo, Mauro Salvaneschi, Antonio Campiglio, Riccardo Caneva, Marco Bergonzoni (Treinador: Edoardo Rusconi)
- 1980-81  Squibb Cantù

Pierluigi Marzorati, Antonello Riva, Bruce Flores, Tom Boswell, Renzo Bariviera, Renzo Tombolato, Denis Innocentin, Giorgio Cattini, Terry Stotts, Umberto Cappelletti, Eugenio Masolo, Antonio Sala, Valerio Fumagalli, Giuseppe Bosa (Treinador: Valério Bianchini)
- 1981-82  Cibona

Krešimir Ćosić, Aleksandar Petrović, Andro Knego, Zoran Čutura, Mihovil Nakić, Sven Ušić, Damir Pavličević, Adnan Bečić, Rajko Gospodnetić, Mlađan Cetinja, Toni Bevanda, Srđan Savović (Treinador: Mirko Novosel)
- 1982-83  Scavolini Pesaro

Dragan Kićanović, Željko Jerkov, Walter Magnifico, Mike Sylvester, Domenico Zampolini, Giuseppe Ponzoni, Amós Benevelli, Alessandro Boni, Massimo Bini, Gianluca Del Monte, Fabio Mancini, Antonio Sassanelli (Treinador: Petar Skansi)
- 1983-84  Real Madrid

Juan Antonio Corbalán, Brian Jackson, Fernando Martín, Wayne Robinson, Rafael Rullán, Fernando Romay, Juan Manuel López Iturriaga, Antonio Martín, Francisco José Velasco, Juan Antonio Orenga, Wilson Simão (Treinador: Lolo Sainz)
- 1984-85  FC Barcelona

Juan Antonio San Epifanio, Chicho Sibilio, Ignacio Solozábal, Mike Davis, Otis Howard, Juan Domingo De la Cruz, Xavi Crespo, Pedro Ansa, Arturo Seara, Julián Ortiz, Ángel Heredero (Treinador: António Serra / Manuel Flores)
- 1985-86  FC Barcelona

Juan Antonio San Epifanio, Chicho Sibilio, Ignacio Solozábal, Greg Wiltjer, Mark Smith, Juan Domingo De la Cruz, Xavi Crespo, Arturo Seara, Julián Ortiz, Steve Trumbo, Ferran Martínez, Ángel Heredero, Jordi Soler (Treinador: Aíto Garcia Reneses)
- 1986-87  Cibona

Dražen Petrović, Aleksandar Petrović, Danko Cvjetičanin, Andro Knego, Zoran Čutura, Mihovil Nakić, Franjo Arapović, Sven Ušić, Branko Vukićević, Adnan Bečić, Nebojša Razić (Treinador: Janez Drvarič / Mirko Novosel)
- 1987-88  Limoges

Richard Dacoury, Clarence Kea, Stéphane Ostrowski, Greg Beugnot, Não Collins, Jacques Monclar, Hugues Occansey, Georges Vestris, Alain Forestier, Frederic Guinot, Jean-Luc Hribersek, Laurent Vinsou, Franck Maquaire (Treinador: Michel Gomez)
- 1988-89  Real Madrid

Dražen Petrović, Johnny Rogers, Fernando Martín, José Biriukov, Antonio Martín, Pep Cargol, Fernando Romay, José Luis Llorente, Enrique Villalobos, Javier Pérez, Miguel Ángel Cabral, Carlos Garcia (Treinador: Lolo Sainz)
- 1989-90  Knorr Bolonha

Michael Ray Richardson, Roberto Brunamonti, Mike Sylvester, Clemon Johnson, Augusto Binelli, Lauro Bon, Claudio Coldebella, Vittorio Gallinari, Massimiliano Romboli, Clivo Massimo Righi, Tommaso Tasso, Davide Bonora, Andrea Cempini (Treinador: Ettore Messina)
Dejan Bodiroga, Joe Arlauckas, Alberto Herreros, Mike Smith, Juan Antonio Morales, Juan Antonio Orenga, Alberto Angulo, José Miguel Antúnez, Ismael Santos, Roberto Núñez, Pablo Laso, Lorenzo Sanz (Treinador: Željko Obradović)
Bane Prelević, Ken Barlow, John Korfas, Panagiotis Fasoulas, Nikos Boudouris, Nikos Stavropoulos, Georgios Makaras, Panagiotis Papachronis, Memorandos Ioannou, Achilleas Mamatsiolas, Lazaros Tsakiris, Georgios Valavanidis (Treinador: Dragan Šakota)
FIBA Copa Europeia:
- 1991-92  Real Madrid

Rickey Brown, Mark Simpson, José Biriukov, Antonio Martín, Fernando Romay, José Miguel Antúnez, Pep Cargol, José Luis Llorente, Enrique Villalobos, Jonatan Ángel Ojeda, José Maria Silva, Tomás González (Treinador: Clifford Luyk)
- 1992-93  Sato Aris

Roy Tarpley, Panagiotis Giannakis, Mitchell Anderson, Michail Misounof, Dinos Angelidis, Vagelis Vourtzoumis, Georgios Gasparis, Vasilis Lipiridis, Memorandos Ioannou, Igor Moraitov, Theodosios Paralikas (Treinador: Zvi Sherf)
- 1993-94  Smelt Olimpija

Dušan Hauptman, Romano Horvat, Boris Gorenc, Žarko Đurišić, Marko Tušek, Nebojša Razić, Marijan Kraljević, Jaka Daneu, Vitali Nosov, Klemen Zaletel (Treinador: Zmago Sagadin)
- 1994-95  Benetton Treviso

Petar Naumoski, Orlando Woolridge, Ken Barlow, Stefano Rusconi, Riccardo Pittis, Massimo Iacopini, Andrea Gracis, Denis Marconato, Alberto Vianini, Riccardo Esposito, Maurizio Ragazzi, Federico Peruzzo, Paolo Casonato (Treinador: Mike D''Antoni)
- 1995-96  Taugrés

Vladimir Perasović, Kenny Verde, Ramón Rivas, Marcelo Nicola, Jordi Millera, Miguel Ángel Reyes, Ferran Lopez, Jorge Garbajosa, Juan Pedro Cazorla, Carlos Cazorla, Carlos Dicenta, Pedro Rodríguez, Juan Ignacio Gómez (Treinador: Manel Comas)
FIBA Eurocopa:
- 1996-97  Real Madrid

Dejan Bodiroga, Joe Arlauckas, Alberto Herreros, Mike Smith, Juan Antonio Morales, Juan Antonio Orenga, Alberto Angulo, José Miguel Antúnez, Ismael Santos, Roberto Núñez, Pablo Laso, Lorenzo Sanz (Treinador: Željko Obradović)
- 1997-98  Žalgiris

Saulius Štombergas, Ennis Whatley, Franjo Arapović, Dainius Adomaitis, Tomas Masiulis, Virginijus Praškevičius, Dario Maskoliūnas, Kęstutis Šeštokas, Mindaugas Žukauskas, Eurelijus Žukauskas, Dario Sirtautas, Tauras Stumbrys, Danya Abrams (Treinador: Jonas Kazlauskas)
FIBA Copa Saporta:
- 1998-99  Benetton Treviso

Henry Williams, Željko Rebrača, Marcelo Nicola, Glenn Sekunda, William Di Spalatro, Tomas Jofresa, Denis Marconato, Casey Schmidt, Davide Bonora, Riccardo Pittis, Oliver Narr, Stjepan Stazić, Matteo Maestrello (Treinador: Željko Obradović)
- 1999-00  AEK

Anthony Bowie, Martin Müürsepp, Michalis Kakiouzis, Angelos Koronios, Nikos Chatzis, Dimos Dikoudis, Iakovos "Jake" Tsakalidis, Dan O'Sullivan, Steve Hansell, Vassilis Kikilias, Nikos Papanikolopoulos, Miltos Moschou (Treinador: Dusan Ivković)
- 2000-01  Maroussi

Ashraf Amaya, Jimmy Oliver, Vasco Evtimov, Georgios Maslarinos, Alexis Falekas, Sotirios Nikolaidis, Vangelis Vourtzoumis, Dimitris Marmarinos, Dimitris Karaplis, Vangelis Logothetis, Sotirios Manolopoulos, Charalampos Charalampidis, Kostas Anagnostou (Treinador: Vangelis Alexandris)
- 2001-02  Montepaschi Siena

Petar Naumoski, Vrbica Stefanov, Brian Tolbert, Boris Gorenc, Milenko Topić, Roberto Chiacig, Mindaugas Žukauskas, Nikola Bulatović, Alpay Öztaş, Marco Rossetti, Alemão Scarone, Andrea Pilotti (Treinador: Ergin Ataman)

## Cestinhas da Copa Saporta
Das temporadas 1966-67 a 2001-02 temporadas, o cestinha da Copa Saporta foi indicado, independentemente de terem jogado na vitória ou derrota da equipe.
| *   | Membro do Naismith Memorial Basketball Hall of Fame |
| **  | Membro do Hall da Fama da FIBA                      |
| *** | Membro do Naismith e FIBA Halls da Fama             |

| Temporada | Cestinha                                             | Clube                              | pontos         |
| --------- | ---------------------------------------------------- | ---------------------------------- | -------------- |
| 1966-67   | Tal Brody                                            | Maccabi Tel Aviv                   | 26.5 (2 games) |
| 1967-68   | Georgios Amerikanos & Jiří Zídek Sr.                 | AEK & Slavia Prague                | 31             |
| 1968-69   | Jiří Zedníček                                        | Slavia Prague                      | 22             |
| 1969-70   | Rudy Bennett                                         | Vichy                              | 26.0 (2 games) |
| 1970-71   | Massimo Masini                                       | Simmenthal Milano                  | 18.5 (2 games) |
| 1971-72   | Art Kenney                                           | Simmenthal Milano                  | 23             |
| 1972-73   | Valeri Fjodorov                                      | Spartak Leningrad                  | 25             |
| 1973-74   | Zoran Slavnić** & Jan Bobrovský                      | Crvena Zvezda & Spartak ZJŠ Brno   | 20             |
| 1974-75   | Zoran Slavnić** (2)                                  | Crvena Zvezda                      | 21             |
| 1975-76   | Giuseppe "Pino" Brumatti                             | Cinzano Milano                     | 29             |
| 1976-77   | Srećko Jarić                                         | Radnički Belgrade                  | 30             |
| 1977-78   | Gianni Bertolotti                                    | Sinudyne Bologna                   | 27             |
| 1978-79   | Johnny Neumann                                       | Gabetti Cantù                      | 20             |
| 1979-80   | Bruce Seals                                          | Emerson Varese                     | 26             |
| 1980-81   | Juan Antonio San Epifanio                            | FC Barcelona                       | 28             |
| 1981-82   | Andro Knego                                          | Cibona                             | 34             |
| 1982-83   | Dragan Kićanović***                                  | Scavolini Pesaro                   | 31             |
| 1983-84   | Brian Jackson & Roberto Premier                      | Real Madrid & Simac Milano         | 27             |
| 1984-85   | Rimas Kurtinaitis                                    | Žalgiris                           | 36             |
| 1985-86   | Zam Fredrick                                         | Scavolini Pesaro                   | 32             |
| 1986-87   | Dražen Petrović***                                   | Cibona                             | 28             |
| 1987-88   | Don Collins                                          | Limoges                            | 28             |
| 1988-89   | Dražen Petrović*** (2)                               | Real Madrid                        | 62             |
| 1989-90   | Micheal Ray Richardson                               | Knorr Bologna                      | 29             |
| 1990-91   | Branislav Prelević                                   | PAOK                               | 31             |
| 1991-92   | Predefinição:Country data FRY Branislav Prelević (2) | PAOK                               | 29             |
| 1992-93   | Roy Tarpley                                          | Sato Aris                          | 19             |
| 1993-94   | Roman Horvat                                         | Smelt Olimpija                     | 33             |
| 1994-95   | Petar Naumoski, Orlando Woolridge & Kenny Green      | Benetton Treviso & Taugrés         | 26             |
| 1995-96   | Predefinição:Country data FRY Branislav Prelević (3) | PAOK                               | 34             |
| 1996-97   | Alberto Herreros                                     | Real Madrid                        | 19             |
| 1997-98   | Saulius Štombergas                                   | Žalgiris                           | 35             |
| 1998-99   | Henry Williams & Rod Sellers                         | Benetton Treviso & Pamesa Valencia | 17             |
| 1999-00   | Predrag Danilović                                    | Kinder Bologna                     | 18             |
| 2000-01   | Jimmy Oliver                                         | Maroussi                           | 31             |
| 2001-02   | Petar Naumoski (2)                                   | Montepaschi Siena                  | 23             |

## Top 10 de pontuação nos jogos finais
| Pontos | Jogador            | Clube            | Ano  | Oponente         |
| ------ | ------------------ | ---------------- | ---- | ---------------- |
| 62     | Dražen Petrović    | Real Madrid      | 1989 | Snaidero Caserta |
| 44     | Oscar Schmidt      | Snaidero Caserta | 1989 | Real Madrid      |
| 36     | Rimas Kurtinaitis  | Žalgiris         | 1985 | FC Barcelona     |
| 35     | Saulius Štombergas | Žalgiris         | 1998 | Stefanel Milano  |
| 34     | Andro Knego        | Cibona           | 1982 | Real Madrid      |
| 34     | Ferdinando Gentile | Snaidero Caserta | 1989 | Real Madrid      |
| 34     | Branislav Prelević | PAOK             | 1996 | Taugrés          |
| 33     | Roman Horvat       | Smelt Olimpija   | 1994 | Taugrés          |
| 32     | Ken Bannister      | Taugrés          | 1994 | Smelt Olimpija   |
| 32     | Zam Fredrick       | Scavolini Pesaro | 1986 | FC Barcelona     |